# Centro Lacaniano de Investigação da Ansiedade - CLIN-a
O Centro Lacaniano de Investigação da Ansiedade (CLIN-a) é uma instituição associada ao Instituto do Campo Freudiano, criada à luz do ensino de Jacques Lacan.  Constitui-se como uma organização da sociedade civil de interesse público (OSCIP) e dedica-se especialmente à investigação e ao ensino da orientação lacaniana e à participação em um programa de pesquisa, ditado pelo Campo Freudiano, sobre as possibilidades da prática lacaniana nas instituições. Estruturou um programa de acolhimento e atendimento gratuito, a Clínica da Ansiedade, que se encontra em funcionamento desde 2003.
O CLIN-a possui relação intrínseca com a Escola Brasileira de Psicanálise (EBP)  e, por conseguinte, com a Associação Mundial de Psicanálise (AMP). Sua sede fica em São Paulo e mantém atividades também em Campinas, Ribeirão Preto e São José dos Campos.

## Entrevários - Revista de Psicanálise
A Entrevários - Revista de Psicanálise é a publicação do CLIN-a. Existente desde novembro de 2007, tem periodicidade de um a dois números anuais.